# کبلانی
کبلانی (به چکی: Kbelany) یک منطقهٔ مسکونی در جمهوری چک است که در ناحیه پلزن-شمالی واقع شده‌است. کبلانی ۶٫۸۸ کیلومتر مربع مساحت و ۸۱ نفر جمعیت دارد و ۴۰۳ متر بالاتر از سطح دریا واقع شده‌است.